# James K. Boyce
Pour les articles homonymes, voir Boyce.
Œuvres principales
La dette odieuse de l'Afrique
James Kenneth Boyce aka James K. Boyce, est un économiste américain.
Il travaille sur l’économie du développement et l’économie de l'environnement, avec un intérêt axé sur l'impact de l’inégalité de richesses et de pouvoir et les dynamiques de conflit.

## Biographie
James  K. Boyce est diplômé de l’Université Yale en 1973 et a obtenu son doctorat d’économie à l’Université d'Oxford en Angleterre en 1985. À l’Université du Massachusetts, Amherst, il est professeur d'économie du développement et d’économie politique de l'environnement au département d'économie. Il est également président du département d'économie puis directeur du programme sur le développement, la consolidation de la paix, et de l'environnement, de Political Economy Research Institute (l'Institut de recherche en économie politique)  de l'University of Massachusetts, Amherst. 
Les travaux de recherche de James K. Boyce sont axés sur les stratégies permettant de combiner la réduction de la pauvreté à la protection de l’environnement, et sur la relation entre les politiques et les questions économiques de la guerre et de la paix, la justice environnementale, la démocratisation de la propriété de l'environnement et l'économie politique de l’environnement. Ainsi ses nombreuses publications relatent l’impact de l’environnement sur économie du développement ainsi la situation économique des pays instables.
James K. Boyce est l'un des éminents économistes spécialisé dans les recherches sur la fuite de capitaux dans les pays du Sud. Il a travaillé sur les Philippines de Ferdinand Marcos est avec Léonce Ndikumana sur l'Afrique.

## Publications
- La Dette odieuse de l'Afrique : Comment l'endettement et la fuite des capitaux ont saigné un continent (co-écrit avec Léonce Ndikumana) [5],[6], Dakar: Amalion Publishing, 2013,  (ISBN 9782359260229).
- Africa's Odious Debts: How Foreign Loans and Capital Flight Bled a Continent[7], London: Zed Books,  (ISBN 9781848134591)
- A Quiet Violence: View From a Bangladesh Village, 2013,  (ISBN 9781480191617)
- Economics, the Environment and Our Common Wealth[8], 2013,  (ISBN 9781782540205)
- Investing in Peace: Aid and Conditionality after Civil War, 2005,  (ISBN 9780198516699)
- The Philippines: The Political Economy of Growth and Impoverishment in the Marcos Era, 1995,  (ISBN 9780824815226)
- Reclaiming Nature: Environmental Justice and Ecological Restoration, 2006, avec Sunita Narain; Elizabeth A Stanton  (ISBN 9781843312352)
- The Political Economy of the Environment, 2002,  (ISBN 9781843761082)
- Human Development in the Era of Globalization: Essays in Honor of Keith B. Griffin, 2009,  (ISBN 9781848446656)
- Agrarian Impasse in Bengal: Institutional Constraints to Technological Change, 1987,  (ISBN 9780198285328)
- Economic Policy for Building Peace: The Lessons of El Salvador, 1996,  (ISBN 9781555875268)
- Natural Assets: Democratizing Ownership of Nature, 2003,  (ISBN 9781597262781)
- Peace and the Public Purse: Economic Policies for Postwar Statebuilding, 2007,  (ISBN 9781588265166)
- The New Environmental Activists: Fighting Pollution, Poverty and Racism by Building Natural Assets, 2003.

## Distinctions
- American Library Association choix exceptionnel académique 2013.
- Partage équitable des Prix du patrimoine commun, Project Censored Fondation liberté des médias 2011[9].
- Subvention National fondation science pour la recherche collaborative sur les corrélats et conséquences des risques de substances toxiques aéroportées : Dynamic analyse spatiale 2011.
- Prix pour réalisations exceptionnelles dans la recherche et l'activité créatrice, de l'Université du Massachusetts, Amherst 2006.
- Samuel Conti Research Fellowship Award de l'Université du Massachusetts, Amherst 2005.
- Dudley Seers Memorial Prize pour le meilleur article en économie 2003.
- Conférencier émérite de la Faculté et de la Médaille de la chancelière, Université du Massachusetts, Amherst 2000.